# Deuterocanonieke boeken

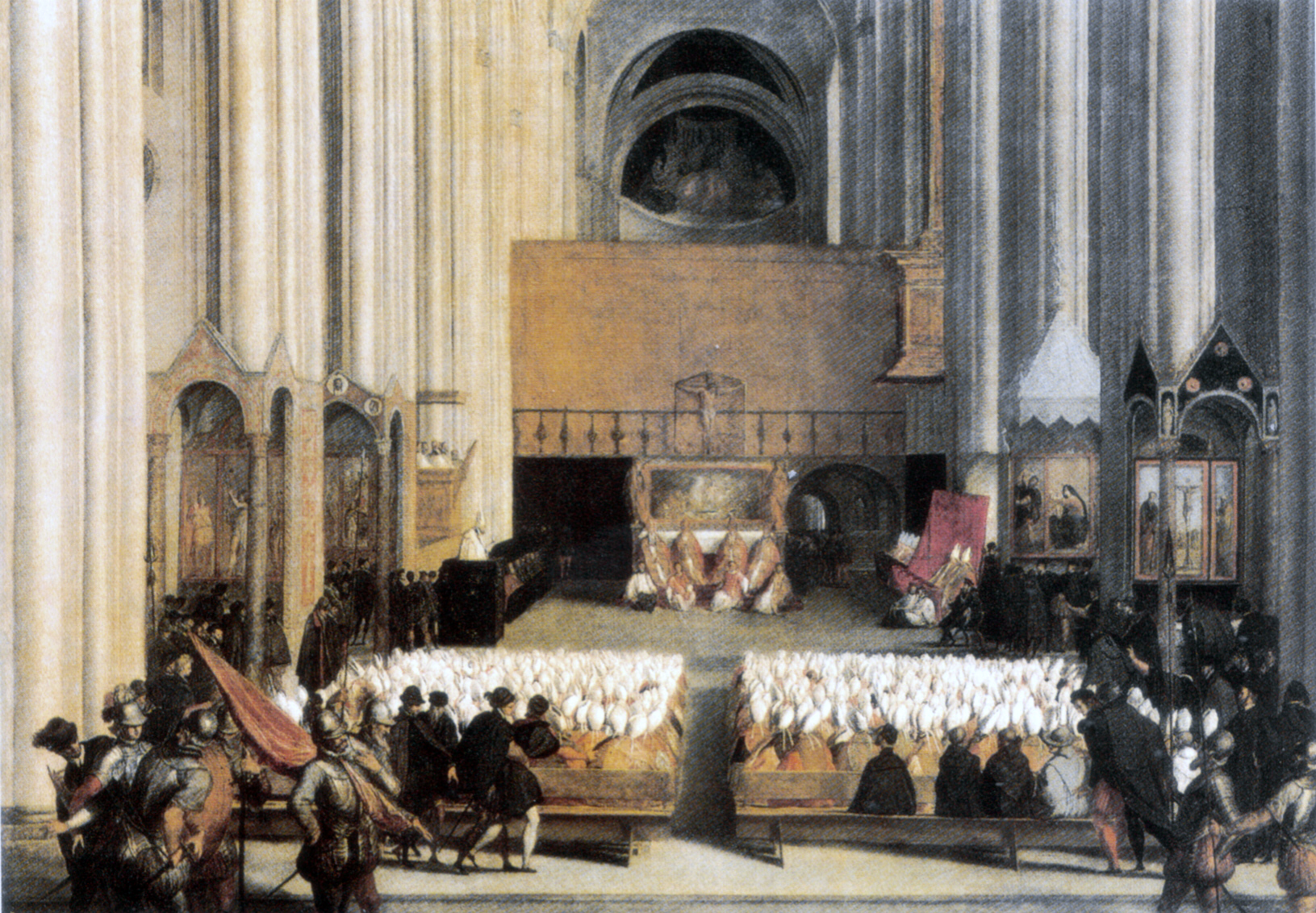
Het Concilie van Trente in 1563.

Er zijn zeven (of volgens sommigen acht) boeken die, hoewel ze niet tot de Hebreeuwse canon behoren, door de katholieke kerk en de oosters-orthodoxe kerken gezaghebbend worden geacht. Deze boeken worden deuterocanonieke boeken genoemd.
Ze zijn ontstaan in de periode tussen de Hebreeuwse Bijbel en het Nieuwe Testament in. Het zijn boeken uit de Septuagint (de tussen ca. 225 en 100 v.Chr. gemaakte Griekse vertaling van het Oude Testament) die Hiëronymus pas na aandringen van Augustinus van Hippo en Paus Damasus I in de Vulgaat heeft opgenomen. Hiëronymus noemde deze boeken "apocrief", maar had daarmee geen negatieve bijbedoeling.
Het Concilie van Ferrara-Florence (1441) en het Concilie van Trente (1546) stelden nog eens dat de Vulgaat de norm was en bevestigden daarmee het gezag van deze boeken. De verklaring te Trente kan gezien worden als een reactie op de protestantse Bijbelvertalingen die in de decennia ervoor waren vervaardigd, waaronder de Lutherbijbel (1534). Maarten Luther en andere hervormers erkenden de zeven boeken niet als gezaghebbend en sindsdien worden ze door protestanten "apocrief" genoemd, waardoor het woord "apocrief" een negatieve bijklank kreeg. De van jood tot katholiek bekeerde theoloog Sixtus van Siena vond de term deuterocanoniek uit in 1566, waarmee hij ze in tweede instantie tot de canon wilde rekenen (Gr. deuteros = tweede); bovendien gaf Sixtus een engere, rooms-katholieke betekenis aan het woord "apocrief", namelijk enkele oudtestamentische boeken die ook volgens de Rooms-Katholieke Kerk niet gezaghebbend waren.

## Lijst van deuterocanonieke boeken en teksten
De deuterocanonieke teksten die door de katholieke kerk en de oosters orthodoxe kerken als canoniek worden erkend zijn:
- Tobit
- Judit
- Baruch
- Brief van Jeremia (Baruch 6 in de Vulgaat)
- Wijsheid van Sirach
- 1 Makkabeeën
- 2 Makkabeeën
- Wijsheid van Salomo
- Toevoegingen aan Ester:
  - Mordechais droom en zijn ontdekking van een samenzwering tegen de koning
  - Het koninklijke decreet van Haman waarin het uitroeien van de Joden wordt aangekondigd
  - De gebeden van Mordechai en Ester
  - Onaangekondigd bezoek van Ester aan de koning
  - Het koninklijke decreet gedicteerd door Mordechai dat het decreet van Haman tegengaat
  - De interpretatie van Mordechais droom en het colofon van het boek
- Toevoegingen aan Daniël:
  - Het gebed van Azarja en het lied van de drie jongemannen
  - Susanna en de oudsten
  - Bel en de draak

Er zijn nog andere boeken die door oosters orthodoxe kerken worden erkend als canoniek. Welke boeken worden erkend als canoniek verschilt per oosters orthodoxe kerk. In de tabel hieronder zijn deze boeken opgenomen naast de bovengenoemde boeken.
| Boek                      | Datering                                                                                          | Originele taal (en locatie) |
| ------------------------- | ------------------------------------------------------------------------------------------------- | --- |
| Brief van Jeremia         | ca. 300 v.Chr.                                                                                    | Oudste versies Grieks, origineel waarschijnlijk Hebreeuws of Aramees |
| Psalm 151                 | ca. 300–200 v.Chr.                                                                                | Hebreeuws (Psalmen 151a+b), later samengevoegd tot de Griekse Psalm 151 |
| Wijsheid van Jezus Sirach | ca. 180–175 v.Chr.                                                                                | Hebreeuws in Jeruzalem |
| Tobit                     | ca. 225–175 v.Chr. of 175–164 v.Chr.                                                              | Waarschijnlijk Aramees, mogelijk Hebreeuws, mogelijk in Antiochië |
| Wijsheid van Salomo       | ca. 150 v.Chr.                                                                                    | Zeer waarschijnlijk Koine-Grieks in Alexandrië |
| Judit                     | ca. 150–100 v.Chr.:26                                                                             | Oudste versies Grieks, origineel waarschijnlijk Hebreeuws, mogelijk Grieks:25 |
| 1 Makkabeeën              | ca. 135–103 v.Chr.                                                                                | Hebreeuws, waarschijnlijk in Jeruzalem |
| 2 Makkabeeën              | ca. 150–120 v.Chr.                                                                                | Koine-Grieks |
| Toevoegingen aan Daniël   | ca. 100 v.Chr.                                                                                    | Oudste versies Grieks, origineel Semitisch of Grieks |
| Gebed van Manasse         | ca. 200 v.Chr. – 50 n.Chr.                                                                        | Oudste versies Grieks, origineel waarschijnlijk Grieks, mogelijk Semitisch |
| Baruch                    | ca. 200–100 v.Chr. (1:1–3:38) ca. 100 v.Chr. – 100 n.Chr. (3:39–5:9)                              | Koine-Grieks, origineel waarschijnlijk Hebreeuws (1:1–3:38) Koine-Grieks, origineel misschien Hebreeuws of Aramees (3:39–5:9)                                                            |
| 3 Makkabeeën              | ca. 100–50 v.Chr.                                                                                 | Koine-Grieks, waarschijnlijk in Alexandrië |
| Toevoegingen aan Ester    | ca. 100–1 v.Chr.                                                                                  | Koine-Grieks in Alexandrië |
| 4 Makkabeeën              | ca. 18–55 n.Chr.                                                                                  | Koine-Grieks, waarschijnlijk buiten Palestina |
| 3 Ezra                    | ca. 200–140 v.Chr.                                                                                | Waarschijnlijk Grieks in Egypte, mogelijk van een 3e-eeuws Semitisch origineel |
| 4 Ezra                    | ca. 90–100 n.Chr. (hfdst. 3-14) ca. 100–300 n.Chr. (hfdst. 1-2) ca. 200–300 n.Chr. (hfdst. 15-16) | Waarschijnlijk Hebreeuws door een Palestijnse jood (hfdst. 3-14) Waarschijnlijk Latijn door een christen (hfdst. 1-2) Waarschijnlijk Grieks door een Levantijnse christen (hfdst. 15-16) |
| Oden                      | ca. 400–440 n.Chr.                                                                                | Codex Alexandrinus, in Middeleeuws Grieks, bevat de oudst bekende versie. |